# Egbert Picker
Egbert Picker (Norimberga, 15 febbraio 1895 – Ingolstadt, 27 marzo 1960) è stato un generale tedesco della Wehrmacht durante la seconda guerra mondiale.

## Biografia
Picker entrò a far parte dell'esercito imperiale tedesco il 10 agosto 1914 come cadetto dell'11º reggimento di fanteria. Prestò servizio durante il primo conflitto mondiale, venendo ferito diverse volte. Nel periodo fra le due guerre, fece dapprima parte del freikorps "Amberg" e poi venne assunto nel Reichswehr.
Picker comandò la 3ª divisione di fanteria da montagna nel 1943 durante la seconda guerra mondiale. Dal 1944 fu ufficiale di collegamento tra il comando con la divisione "Monte Rosa" degli alpini italiani, rimanendo tale sino alla fine del conflitto.
Dopo la resa della Germania venne fatto prigioniero dagli Alleati e portato negli Stati Uniti come prigioniero di guerra. Venne rilasciato nel 1947 e fece ritorno in Germania, stabilendosi ad Ingolstadt dove morì nel 1960.